# Nationaal Museum voor Beeldhouwkunst

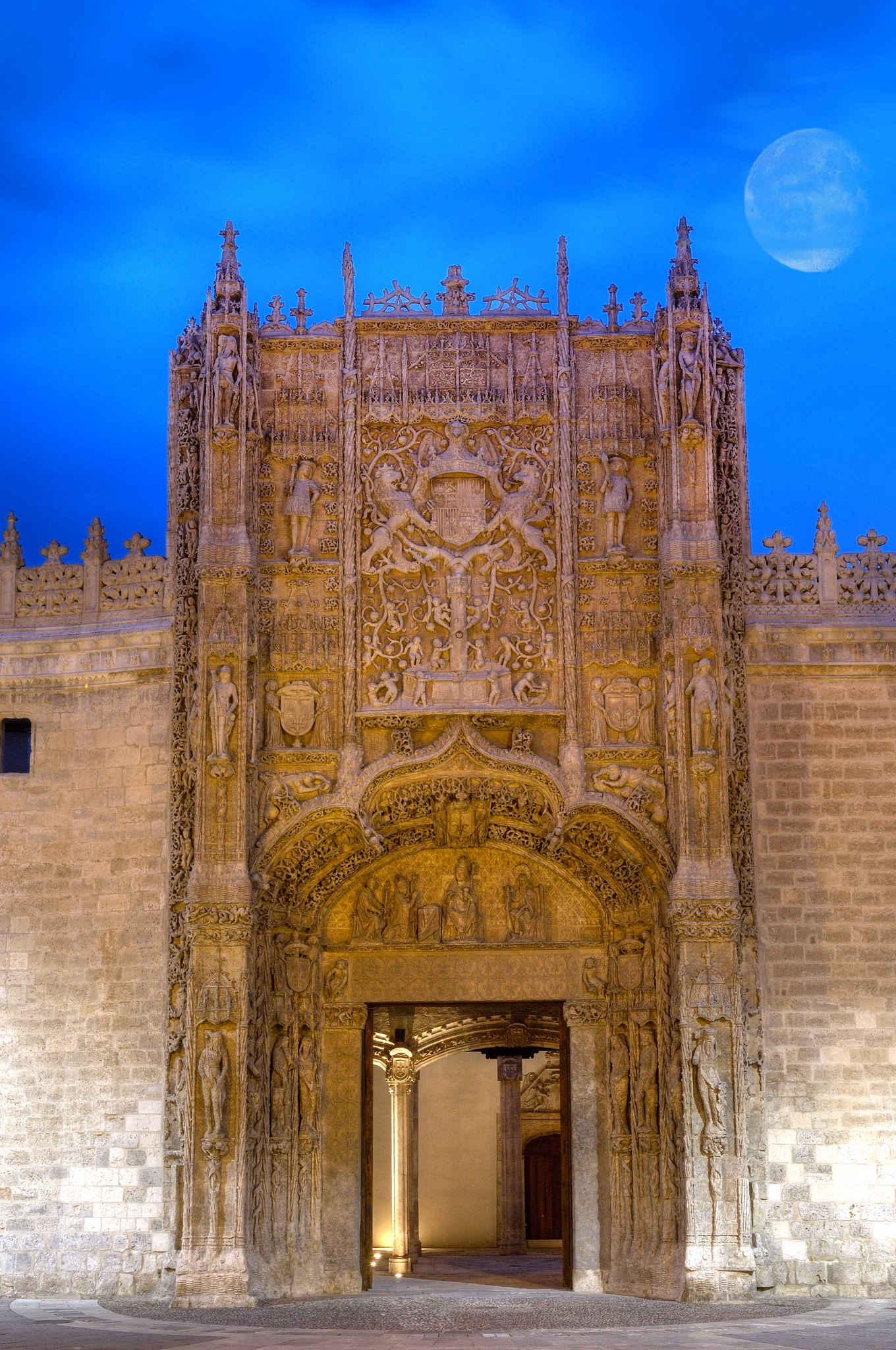
Museo Nacional de Escultura

Het Nationaal Museum voor Beeldhouwkunst (Spaans: Museo Nacional de Escultura) is een museum in het Spaanse Valladolid. Het museum is gevestigd in het Colegio de San Gregorio. Het museum werd geopend in 1842, werd een nationaal museum in 1933 en werd in 2009 gerenoveerd. In het museum wordt beeldhouwkunst tentoongesteld van de middeleeuwen tot de 19de eeuw en ook schilderijen (Peter Paul Rubens, Zurbarán). Er worden beelden tentoongesteld uit de 18e en 19e eeuw, met name afkomstig uit het Iberisch Schiereiland. Het museum is in het bezit van werken van onder andere Gregorio Fernández, Alonso Cano, Alonso Berruguete, Juan Martínez Montañés en Felipe Bigarny.